# Baskakowo (obwód wołogodzki)
Baskakowo (ros. Баксаково) – wieś w Rosji, w rejonie czerepowieckim obwodu wołogodzkiego. W 2002 liczyła 9 mieszkańców, z kolei w 2010 populacja miejscowości wynosiła 6 osób.